# Colrain
Colrain – miasto w Stanach Zjednoczonych, w stanie Massachusetts, w hrabstwie Franklin.